# 존 레이븐

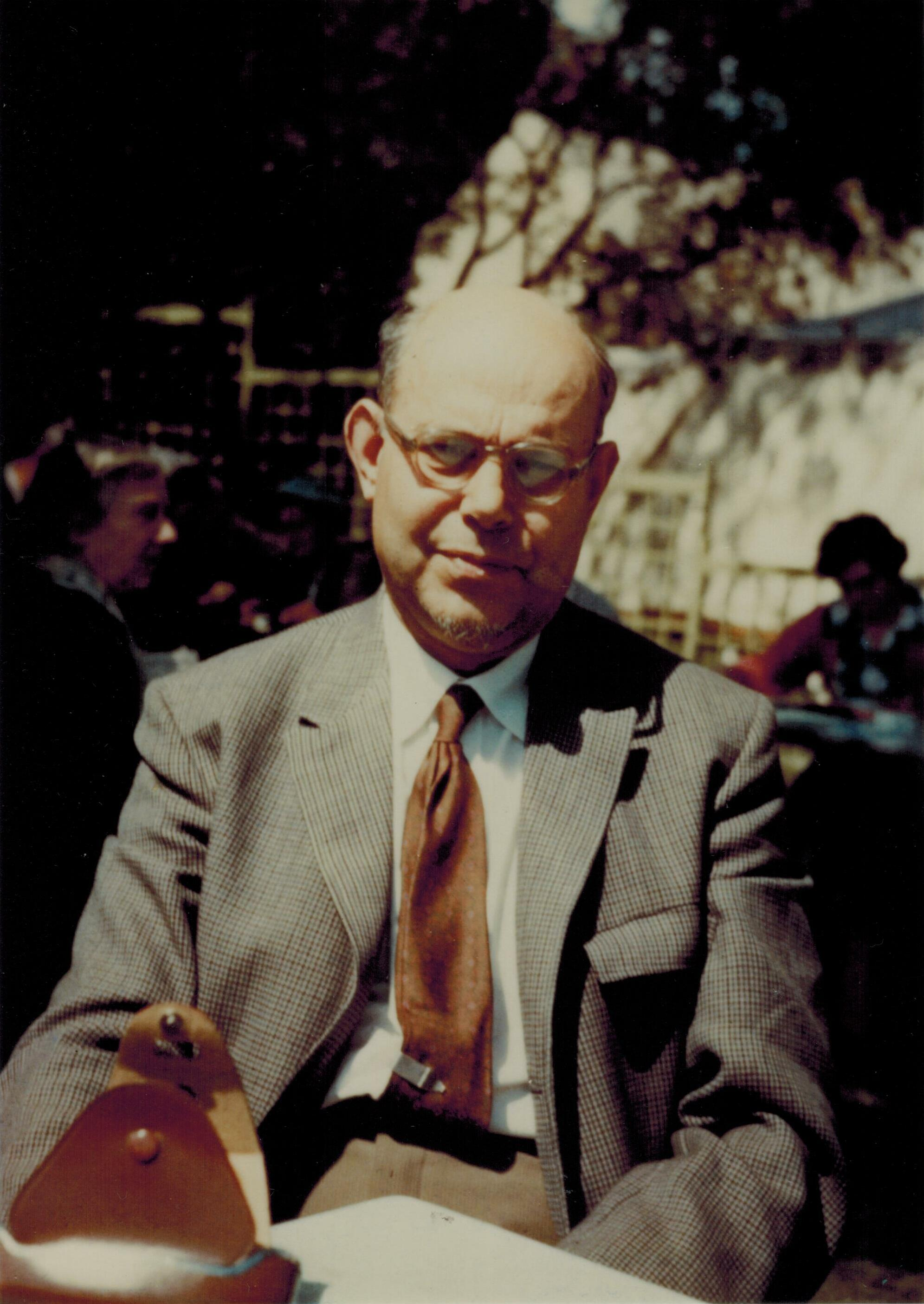
존 레이븐

존 칼라일 레이븐(영어: John Carlyle Raven, 1902년 6월 28일 ~ 1970년 8월 10일)은 심리 측정에 기여한 것으로 잘 알려진 영국의 심리학자였다.
존 레이븐(J.C. Raven)의 레이븐 지능검사(RPM) 및 MHV 작업은 수십 명의 국제 공동 작업자의 도움을 받아 계속되었으며 이 작업의 대부분은 테스트 개발에있어, 인간 능력의 유전적 및 환경적 기원에 대한 연구를 용이하게하는 레이븐(Raven)의 원래 목표와 직접 관련이 있다. 이러한 많은 연구에서 얻은 데이터의 대부분은 본래 매뉴얼에 발표되었지만 나중에 저널에 요약되었다.

## 같이 보기
- g 인자